# Steinfeld (Mecklenburg)
Steinfeld (Mecklenburg) este o comună din landul Mecklenburg-Pomerania Inferioară, Germania.